# Petrogale coenensis
Petrogale coenensis е вид бозайник от семейство Кенгурови (Macropodidae). Видът е почти застрашен от изчезване.

## Разпространение
Разпространен е в Австралия (Куинсланд).